# SN 1981E
SN 1981E – supernowa typu II odkryta 29 maja 1981 roku w galaktyce NGC 5597. W momencie odkrycia miała maksymalną jasność 17,00m.